# Stefan Šćepović
Stefan Šćepović (født 10. januar 1990) er en serbisk fodboldspiller.

## Landsholdskarriere
Han har tidligere spillet for Serbiens landshold. Han har spillet 8 landskampe for Serbien.

## Serbiens fodboldlandshold
| Serbiens landshold | Serbiens landshold | Serbiens landshold |
| År                 | Kmp                | Mål                |
| ------------------ | ------------------ | ------------------ |
| 2012               | 4                  | 0                  |
| 2013               | 3                  | 1                  |
| 2014               | 1                  | 0                  |
| Total              | 8                  | 1                  |